# 'Uiha
'Uiha és una illa al districte de Lifuka, a les illes Ha'apai de Tonga. El 2006 tenia 638 habitants i una superfície de 5,36 km². L'illa va ser durant molt de temps el lloc d'enterrament dels membres de la família reial. Conserva un lloc sagrat tradicional (Makahokovalu) situat a la part nord i una església que és una de les més antigues del país.